# Japan Cup 2022 (ciclismo)
La Japan Cup 2022, ventinovesima edizione della corsa, si svolse il 16 ottobre 2022 su un percorso di 144,2 km, con partenza e arrivo a Utsunomiya, in Giappone. La vittoria fu appannaggio dello statunitense Neilson Powless, il quale completò il percorso in 3h37'49", alla media di 38,91 km/h, precedendo l'italiano Andrea Piccolo e l'australiano Benjamin Dyball.

## Squadre e corridori partecipanti
| N.    | Cod. | Squadra                |
| ----- | ---- | ---------------------- |
| 1-7   | TFS  | Trek-Segafredo         |
| 11-17 | TBV  | Bahrain Victorious     |
| 21-27 | COF  | Cofidis                |
| 31-37 | EFE  | EF Education-EasyPost  |
| 51-57 | LTS  | Lotto Soudal           |
| 61-67 | EUS  | Euskaltel-Euskadi      |
| 71-77 | TNN  | Team Novo Nordisk      |
| 81-87 | LGS  | Ljubljana Gusto Santic |

| N.      | Cod. | Squadra                         |
| ------- | ---- | ------------------------------- |
| 91-96   | TSG  | Terengganu Polygon Cycling Team |
| 101-107 | UKO  | Team Ukyo                       |
| 111-117 | BLZ  | Utsunomiya Blitzen              |
| 121-126 | KIN  | Kinan Cycling Team              |
| 131-137 | SMN  | Shimano Racing                  |
| 141-147 | AIS  | Aisan Racing Team               |
| 151-156 | NAS  | Nasu Blasen                     |
| 161-167 | JPN  | Giappone                        |

## Ordine d'arrivo (Top 10)
| Pos. | Corridore           | Squadra   | Tempo    |
| ---- | ------------------- | --------- | -------- |
| 1    | Neilson Powless     | EF        | 3h37'49" |
| 2    | Andrea Piccolo      | EF        | a 12"    |
| 3    | Benjamin Dyball     | Ukyo      | a 13"    |
| 4    | Hermann Pernsteiner | Bahrain   | s.t.     |
| 5    | Maxim Van Gils      | Lotto     | a 17"    |
| 6    | Guillaume Martin    | Cofidis   | s.t.     |
| 7    | Giulio Ciccone      | Trek      | a 32"    |
| 8    | Thomas Lebas        | Kinan     | a 34"    |
| 9    | Tim Wellens         | Lotto     | a 1'32"  |
| 10   | Gotzon Martín       | Euskaltel | a 1'32"  |